# Atelopus gigas
Atelopus gigas es una especie de anfibio anuro de la familia Bufonidae.

## Distribución geográfica
Esta especie es endémica del departamento de Nariño en Colombia. Habita en Ipiales a unos 2700 m de altitud en los Andes.

## Descripción
Los machos miden de 43.0 a 48.6 mm y las hembras de 43.3 a 57.2 mm.

## Etimología
Su nombre de especie, proviene del griego antiguo γίγας, gígas, "gigante", y le fue dado en referencia a su tamaño, lo que la convierte en una de las especies más grandes del género Atelopus.

## Publicación original
- Coloma, Duellman, Almendáriz, Ron, Terán-Valdez, Guaysamin, 2010 : Five new (extinct?) species of Atelopus (Anura: Bufonidae) from Andean Colombia, Ecuador, and Peru. Zootaxa, n.º 2574, p. 1–54.[3]